# Жан Ніколя (місіонер)
Жан Ніколя́, чернецьке ім'я Жюдикаель (фр. Jean Judicael Nicolas, 2 листопада 1901, Морле — 13 лютого 1984, Бордо) — французький католицький священник, член Ордену ассумпціоністов, у 1945—1954 — політв'язень у СССР.

## Життєпис
Народився у бретонському місті Морле. У 18-річному візі вступив у Бельгії до новіціату ордену ассумпціоністів, прийнявши чернецьке ім'я Жюдікаель. У 1921—1923 роках служив в армії. У 1926 році склав довічні чернецькі обітниці, після чого вивчав богослов'я у Лювенському католицькому університеті. 20 квітня 1930 рукопокладений у священники.
Після рукопокладення був направлений до Румунії. Після того як в Одесі посіла румунська адміністрація у 1942 році був направлений для служіння до одеської церкви Святого апостола Петра, яка історично належала французькій общині міста. З 1943 року здійснював там регулярні богослужіння разом із священиком П'єтро Леоні. Після захоплення Одеси у 1944 році сталінськими військами, від окупаційної влади отримав офіційну реєстрацію і дозвіл продовжувати служби, однак через рік у квітні 1945 року був разом з П'єтро Леоні арештований. У совєцьких документах проходив як «Ніколя Жан Мавритьєвич».
У вересні 1945 року Жану Ніколя було висунуте звинувачення, у якому говорилося: «Будучи вороже налаштованим проти совєцької влади, серед населення міста Одеси вів антисовєцьку агітацію, висловлювався про необхідність зміни існуючого ладу в СССР. У травні 1945 року при зустрічі з офіцерами французької армії і секретарем французького посольства у Москві інформував їх про положення у місті Одесі». За два місяці був засуджений до 8 років таборів.
Спочатку утримувався у Бутирській в'язниці, потім переведений до Карлагу. З 1949 року утримувався у Воркутинському таборі, де спочатку працював на шахті, однак після того, як адміністрація звернула увагу на хист до малювання, перевела на місце декоратора-оформлювача. У 1953 році звільнений і висланий спочатку до Потьми, потім у Сиктивкар. У 1954 році звільнений і отримав дозвіл виїхати до Франції.
Служив і викладав у католицьких школах низки міст Франції. Створив низку ікон та мозаїк, прикрашав резиденцію генерального настоятеля ассумпціонистів у Римі. Помер у 1984 році.